# Crystal Falls
Crystal Falls is een plaats (city) in de Amerikaanse staat Michigan, en valt bestuurlijk gezien onder Iron County.

## Demografie
Bij de volkstelling in 2000 werd het aantal inwoners vastgesteld op 1791.
In 2006 is het aantal inwoners door het United States Census Bureau geschat op 1655, een daling van 136 (-7.6%).

## Geografie
Volgens het United States Census Bureau beslaat de plaats een oppervlakte van
9,2 km², waarvan 8,7 km² land en 0,5 km² water. Crystal Falls ligt op ongeveer 450 m boven zeeniveau.

## Plaatsen in de nabije omgeving
De onderstaande figuur toont nabijgelegen plaatsen in een straal van 24 km rond Crystal Falls.